# Maudaha
Maudaha é uma cidade  no distrito de Hamirpur, no estado indiano de Uttar Pradesh.

## Geografia
Maudaha está localizada a 25° 41′ N, 80° 07′ L. Tem uma altitude média de 120 metros (393 pés).

## Demografia
Segundo o censo de 2001, Maudaha tinha uma população de 34,417 habitantes. Os indivíduos do sexo masculino constituem 53% da população e os do sexo feminino 47%. Maudaha tem uma taxa de literacia de 61%, superior à média nacional de 59.5%: a literacia no sexo masculino é de 69% e no sexo feminino é de 51%. Em Maudaha, 16% da população está abaixo dos 6 anos de idade.